# السوداني (صحيفة)
السوداني هي صحيفة يومية عربية في السودان. تأسست السوداني في عام 1980 وأعطت (مؤسسة كارنيغي للسلام الدولي تداولها لعام 2004 على 305.000 نسخة).
توصف السوداني بأنها (صحيفة تدعي أنها مستقلة) ولكن من المعروف أنها مدعومة من قبل نظام الحكم في البلاد. ومع ذلك فقد تم تعليق الصحيفة من قبل السلطات السودانية في فترات مختلفة وتم اعتقال رئيس تحريرها وصحفي آخر للصحيفة في عام 2006.